# Scopula luridaria
Scopula luridaria är en fjärilsart som beskrevs av Herrich-Schäffer 1848. Scopula luridaria ingår i släktet Scopula och familjen mätare. Inga underarter finns listade.